# Ivona Fialková
Ivona Fialková, née le 22 novembre 1994 à Brezno, est une biathlète slovaque. 
Sa sœur Paulína Fialková est également biathlète.

## Biographie
Membre du club et entraînée par Martin Bajčičák au VSC Dukla Banska Bystrica, elle reçoit sa première sélection en équipe nationale en 2011 dans les Championnats du monde jeunesse. Lors de l'édition 2012 à Kontiolahti, elle est septième de l'individuel. L'hiver suivant, elle fait ses débuts dans l'IBU Cup. À l'été 2013, elle gagne la médaille d'argent aux Championnats du monde junior de biathlon d'été à Forni Avoltri sur le sprint. En décembre 2013, elle est au départ de sa première manche dans la Coupe du monde à Annecy-Le Grand-Bornand. Elle marque ses premiers points dans la Coupe du monde à Pyeongchang en 2017 avec une 17e place sur le sprint.
Elle a notamment participé aux championnats du monde de biathlon en 2016, 2017, 2019 et 2020, où elle a obtenu ses meilleurs résultats en se classant 9e du sprint et 6e de la poursuite, ainsi qu'aux Jeux olympiques d'hiver de 2018.
Elle annonce l'arrêt de sa carrière en août 2023.

## Palmarès

### Jeux olympiques d'hiver
| Épreuve / Édition | Individuel | Sprint | Poursuite | Mass start | Relais | Relais mixte |
| Pyeongchang 2018  | 64e        | 74e    | —         | —          | 5e     | —            |
| Pékin 2022        | 46e        | 41e    | 36e       |            | 19e    | 17e          |

* — : N'a pas participé à l'épreuve.

### Championnats du monde
| Édition / Épreuve       | Individuel | Sprint | Poursuite | Mass start | Relais | Relais mixte | Relais mixte simple              |
| ----------------------- | ---------- | ------ | --------- | ---------- | ------ | ------------ | -------------------------------- |
| Oslo 2016               | 78e        | 43e    | 53e       | —          | 14e    | —            | Épreuve inexistante à cette date |
| Hochfilzen 2017         | 66e        | —      | —         | —          | 8e     | —            | Épreuve inexistante à cette date |
| Östersund 2019          | 70e        | 33e    | 37e       | —          | 6e     | 12e          | —                                |
| Antholz-Anterselva 2020 | 40e        | 9e     | 6e        | 25e        | 17e    | —            | —                                |
| Pokljuka 2021           | 79e        | 65e    | —         | —          | 21e    | 18e          | —                                |

Légende :
- — : N'a pas participé à l'épreuve.
- : pas d'épreuve

### Coupe du monde
- Meilleur classement général : 44e en 2020.
- Meilleur résultat individuel : 6e.

#### Classements
| Saison    | Classement général final | Individuel | Sprint | Poursuite | Mass start |
| 2013-2014 | nc                       |            | nc     |           |            |
| 2014-2015 | nc                       |            | nc     |           |            |
| 2015-2016 | nc                       | nc         | nc     | nc        |            |
| 2016-2017 | 66e                      | nc         | 56e    | 66e       |            |
| 2017-2018 | 60e                      | nc         | 44e    | nc        | 51e        |
| 2018-2019 | 69e                      | 53e        | 64e    | 72e       |            |
| 2019-2020 | 44e                      | 66e        | 36e    | 38e       | 43e        |
| 2020-2021 | 61e                      | nc         | 67e    | 49e       |            |
| 2021-2022 | 49e                      | nc         | 72e    | 37e       | 40e        |